# Hedda Gabler (1925)
Hedda Gabler ist ein deutscher Stummfilm aus dem Jahre 1925 nach dem Bühnenstück von Henrik Ibsen. In der Titelrolle spielt Asta Nielsen.

## Handlung
Hedda Gabler hat unlängst aus Gründen gesellschaftlicher Anerkennung den Akademiker Jürgen Tesman geheiratet. Mit einem von ihm verfassten, wissenschaftlich fundierten Buch erhofft er sich sowohl die Erlangung des Doktorgrads als auch eine Professorenstelle an der Universität. Heddas Ehe mit Jürgen wird von Lieblosigkeit und Gleichgültigkeit bestimmt. Dies wird ihr umso klarer, als sie erfährt, dass Eilert Lövborg in der Stadt ist. Hedda und Eilert verband einst eine innige und leidenschaftliche Liebesbeziehung. Auch Lövborg hat ein kulturwissenschaftliches Buch geschrieben und könnte damit für Tesmans berufliche Ambitionen zur Konkurrenz werden. Lövborgs Mitarbeiterin Thea, die für diesen Gefühle hegt, ist ihm nachgereist. Thea besucht Hedda und ihren Mann und verursacht bei Hedda Eifersuchtsgefühle. Hedda versucht sich zwischen Thea und Lövborg zu drängen und entlockt ihr Geheimnisse über dessen Leben auf dem Land. Der Gerichtsrat Brack, ebenso bei Tesman zu Besuch, berichtet diesem von Lövborgs schriftstellerischen Fortschritten, was Tesman immer mehr beunruhigt. 
Hedda entfernt sich mehr und mehr von ihrem Mann und versucht, mit ihren Mitteln, die Beziehung zu Lövborg wieder aufleben zu lassen. 
Dieser hat das gescheiterte Verhältnis mit Hedda nicht wirklich verwunden und betrinkt sich nach beider Wiedersehen auf einer Party hemmungslos. Dieses Verhalten droht ihn gesellschaftlich unmöglich zu machen. Außerdem kommt ihm auch noch sein Buchmanuskript abhanden. Hedda verschweigt Lövborg, dass ihr Mann das Manuskript gefunden und ihr übergeben hat. Sie bestärkt Lövborg in seinem Gefühl von Ausweglosigkeit und übergibt ihm einen Revolver, ein Erbstück ihres Vaters, eines Generals. Dann verbrennt sie das Manuskript in einer Art Eifersuchtsattacke gegenüber Thea, die Anteil an diesem Werk hatte. Lövborg schießt sich in den Unterleib. Brack, der weiß, dass der Revolver von Hedda stammt, versucht nun, diese zu erpressen, um sie zu seiner Geliebten zu machen. Die Reaktion der selbstbestimmten Frau ist folgerichtig: Hedda erschießt sich.

## Produktionsnotizen
Hedda Gabler entstand 1924 im National-Film-Atelier und passierte die Filmzensur am 30. Dezember 1924. Der sechsaktige Film wurde am 30. März 1925 im Berliner Mozartsaal uraufgeführt. Ein Jugendverbot wurde ausgesprochen. 
Die Filmbauten entwarf Prof. Max Frick, die Kostüme Werner Boehm. Die Aufnahmeleitung hatte Willy Hermann, für die Maske sorgte Arnold Jenssen.

## Kritik
In Paimann’s Filmlisten ist zu lesen: "Das Sujet hält sich, auf selbständig-filmische Gestaltung verzichtend, ziemlich eng an den Vorwurf, ist aber trotzdem sehr spannend und dramatisch wirkungsvoll. Darstellerisch überragt die Nielsen durch ihre Beherrschtheit ihres Spieles das übrige Ensemble. Morgan outriert manchmal leicht, Steinrück hat dem Intriganten des Ibsen‘schen Stückes die Folie des Gewaltmenschen gegeben. Aufmachung und Kostüme entsprechen der Zeit, zu welcher der Autor die Hedda Gabler geschrieben; die Photos sind gut".